# Lynnwood Farnam
Lynnwood Walter Farnam (* 13. Januar 1885 in Sutton, Kanada; † 23. November 1930 in New York City) war ein kanadischer Organist und Hochschullehrer.

## Leben
Der in dem Dorf Sutton im Süden von Québec geborene Lynnwood Farnam erhielt in Dunham ersten Klavierunterricht. In der dortigen All Saints’ Anglican Church spielte er auch das erste Mal auf einer Orgel. 1900 erhielt er als Pianist das Lord-Strathcona-Stipendium, das ihm ein vierjähriges Klavier- und Orgelstudium am Royal College of Music in London ermöglichte.
Farnam kehrte 1904 nach Kanada zurück und war nacheinander als Organist an drei Kirchen in Montréal tätig: zunächst an der St James Street Methodist Chapel, ab 1905 an der St. James the Apostle Anglican Church und 1908–1913 an der Christ Church Cathedral. Daneben unterrichtete er 1912–1913 am Konservatorium der McGill University und begann eine Karriere als Konzertorganist. Er hatte ein Repertoire von etwa 200 Werken, die er auswendig spielen konnte. Nach einem erfolgreichen Auftritt in Boston im Jahr 1913 wurde ihm die Organistenstelle an der dortigen Emmanuel Episcopal Church angeboten, die er bis 1918 versah.
1918 wurde Farnam zur kanadischen Infanterie eingezogen und in England eingesetzt. Er kehrte 1919 in die USA zurück und nahm die Organistenstelle an der Fifth Avenue Presbyterian Church in New York an. Im Mai 1920 gab er sein 500. Orgelkonzert. Ebenfalls 1920 nahm den prestigereichen Organistenposten an der Episcopal Church of the Holy Communion in New York an. Dort spielte Farnam 1928 einen Konzertzyklus mit dem gesamten Orgelwerk Johann Sebastian Bachs.
1925 nahm Farnam dreißig Orgelwerke auf Notenrollen für mechanische Orgeln von Welte-Mignon und Austin auf.
Durch Farnams guten Ruf als Orgellehrer wurde das Curtis Institute of Music in Philadelphia auf ihn aufmerksam und berief ihn 1927 zum Leiter der Orgelklassen. Bis zu seinem frühen Tod 1930 hatte er diese Stellung inne.
Farnam war international als hochvirtuoser Organist und gewissenhafter Lehrer bekannt. In öffentlichen Konzerten improvisierte er niemals; und er hinterließ nur ein einziges eigenes Orgelwerk.
Posthum widmete ihm Louis Vierne 1931 seine 6. Symphonie für Orgel.

## Werk
- Toccata in a-moll über „O filii et filiae“, 1932 posthum veröffentlicht